# 2バッドコップス
『2バッドコップス』（トゥバッドコップス、Leynilögga、英題: Cop Secret）は、2021年のアイスランドのアクション・コメディ映画。
2018年のFIFAワールドカップにアイスランド代表として出場してアイスランドの国民的英雄となったサッカー選手ハンネス・ソール・ハルトルションの初監督作品で、出演はオイズン・ブロンダルとエイイットル・エイナルソンなど。型破りのワイルド刑事とクールでマッチョのイケメン刑事の凸凹コンビの活躍を描いている。
主演のオイズン・ブロンダル、監督のハンネス・ソール・ハルトルション、脚本のスヴェリル・ソール・スヴェリソンの3人が2011年にテレビ番組のために作ったニセ映画の予告編をもとにした作品である。
本国アイスランドでは2021年に劇場公開された映画の中で『007/ノー・タイム・トゥ・ダイ』に次ぐ大ヒットとなり、アイスランドの映画としては年間1位となった。
日本では劇場公開されず、2022年2月2日にDVDが発売された。また、Amazon Prime VideoやU-NEXTなど、様々な動画配信サービスでも視聴可能となっている。

## ストーリー
アイスランドの首都レイキャヴィークで、謎の犯罪グループが銀行を襲撃するが何も盗まずに逃走するという不可解な事件が立て続けに起きる。敏腕だが暴力的な刑事ブッシは、怪我をした相棒のクレメンツに代わり、隣の管区のエースで、ブッシのライバルである刑事ホルドゥルとコンビを組まされることになる。15ヶ国語を話す頭脳派で、マッチョなイケメンのホルドゥルは、元人気モデルで金持ち、しかもパンセクシャルであることを公言し、性別も年齢も問わず、様々な相手と浮名を流すプレイボーイで、メディアを賑わす「セレブ」だったことから、ブッシは対抗心をあらわにする。しかし、捜査を続ける中で2人の距離は急速に縮まり、かねてより自身の性的指向に悩んでいたブッシは、酔った勢いでホルドゥルと関係を持ってしまう。そして恋人リリャの説得もあり、ようやくゲイであることを受け入れたブッシは、ホルドゥルの家を訪ね、彼と激しく愛し合う。一方、謎の犯罪グループのボスがホルドゥルのかつてのモデル仲間だったリッキーであることが判明する。そして女子サッカーW杯出場を懸けた対イングランド戦が狙われると考えた警察は、試合会場のスタジアムに警備を集中させる。スタジアムが1万人の観客で埋まる中、リッキーは警察に対してスタジアムに爆弾を仕掛けたと宣告する。しかし、これは囮だったのである。犯罪グループの真の目的は、銀行を襲撃した際に密かにコンピューターに感染させたウイルスを使って金庫を開け、金塊を盗み出すことであり、スタジアムに爆弾を仕掛けたのは警察の目を逸らすためだったのである。事件の鍵であるUSBチップの分析を依頼していたロアからの情報で、これに気づいたブッシは、リッキーらに弟マッギーを拉致されたホルドゥルとともに、犯罪グループのアジトに潜入する。クレメンツの裏切りで2人はリッキーらに捕らえられるが何とか脱出、その間にブッシはホルドゥルに愛を告白し、2人は互いの愛を確認すると、マッギーを救出し、激闘の末に犯罪グループを殲滅してリッキーを倒す。一方、スタジアムでも署長と爆弾処理係が執念の粘りで爆破を未然に防ぎ、試合はアイスランドが勝利を収めてW杯出場を決める。
その後、ブッシとホルドゥルは結婚し、ホルドゥルの豪邸で暮らすようになる。さらに、捜査に協力して非業の死を遂げた、ブッシの隣人で大家のアジア系男性が遺した幼い1人娘を養女にする。こうして2人は息の合った名コンビとして犯罪者と戦い続ける。
エンドクレジットの途中で、死んだと見られていたリッキーがまだ生きていたことが示される。

## キャスト
- ブッシ: オイズン・ブロンダル（アイスランド語版） - 熱血漢のワイルド刑事。
- ホルドゥル: エイイットル・エイナルソン（アイスランド語版） - クールなイケメン刑事。
- クレメンツ: スヴェリル・ソール・スヴェリソン（アイスランド語版） - ブッシの相棒刑事。
- 署長: ステイヌン・オーリナ・ソルステインスドッティル（アイスランド語版）
- リッキー: ビョルン・フリーヌル・ハラルドソン（アイスランド語版） - 犯罪グループのボス。
- ステファニア（ステフ）: ヴィヴィアン・オラフスドッティル - 犯罪グループの女。
- オマール: ルリク・ギスラソン - 犯罪グループの男。イケメン。爆殺される。
- スヴァヴァル: ステインソール・フロアル・ステインソールソン（アイスランド語版） - 犯罪グループの無駄口の多い男。
- ソフティ: グンナル・ハンソン（アイスランド語版） - 取調官。
- マッギー: ビルギル・ギスラソン - ホルドゥルのダウン症の弟。
- ロア: ブリエット（アイスランド語版） - ハッカー。USBチップを調査。
- リリャ: ユリアナ・サラ・グンナルスドッティル - ブッシの恋人。ブッシの性的指向に気付いている。
- 首相: ヨン・ナール

## 製作
プロデューサーのリリャ・オスク・スノラドッティルは、本作がハリウッドのアクション映画に対するハンネス・ソール・ハルトルション監督の長年にわたる畏敬の念から生まれた作品であり、アイスランドを舞台にしながらも『リーサル・ウェポン』や『ラスト・ボーイスカウト』の精神を受け継いでいると語っている。さらに、撮影当時はまだ現役のサッカー選手だったハルトルション監督の多忙なスケジュールに加え、新型コロナウイルスによるパンデミックの中での撮影は困難だったと語っているが、主要撮影は2020年12月に終えている。
女子サッカーW杯出場を懸けた試合を物語に取り入れたことについて、ハルトルション監督はインタビューにおいて「女子サッカーチームは実に重要な存在です。彼女たちは国際的なレベルで多くの成功を収めていますし、男性よりも先に成功したことさえありますが、私たちはそれを忘れがちです。そこで彼女たちをストーリーに登場させることで、この映画のマッチョな面と釣り合いを取っているのです。」と語っている。また、同性愛の要素については「興味深いのはブッシが自分の偏見と格闘している姿です。 サッカーの世界もこの点では非常に閉鎖的な世界であり、このテーマに少しでも光を当てることができれば、それは素晴らしいことです。」としている。

## 作品の評価
Rotten Tomatoesによれば、19件の評論のうち高評価は84%にあたる16件で、平均点は10点満点中6.5点となっている。
バラエティ誌のジェイ・ワイズバーグは「俳優たちは明らかに楽しんでいて、その楽しさが伝わってくるおかげで娯楽性が損なわれずに済んでいる。」「面白いか? あぁ、全体的には。クレバーか? それは絶対にない。」と評している。
「Eye For Film」のアンバー・ウィルキンソンは5点満点中3.5点を付けた上で「ユーモアがあまりにバカバカしく激しいのでがっかりする人もいるかもしれないことに注意する必要はあるが、バディ・コップ映画全般に見られるホモエロティシズムを全開にしたらどうなるだろうかと、もしあなたが考えたことがあるなら、今がそのチャンスだ。」としている。
ペーター・オステリートは「1980年代に流行したバディ・アクション・コメディの仕組みを利用しつつ、『ブロークバック・マウンテン』の要素を混ぜてメランジェにした作品である。クールなスーパーコップが互いに恋に落ち、自分たちの考える男らしさと葛藤するという展開は、この映画の素晴らしい天才的発想である。なぜなら、これによって『2バッドコップス』は完全に新しい領域に本当に踏み込むことができたからである。このように、この映画は長い年月を経たジャンルのオマージュやパロディであるだけでなく、ユーモラスではあるが有害な男らしさの問題を扱っている時事的な作品でもある。2人のスーパーコップが自らの情熱から逃れようとしながらも、これが自分たちなのだと認めざるを得ない姿は魅力的である。」と評価している。